# الكتابة بخط اليد
الكتابة اليدوية هي الكتابة التي تستخدم فيها أداة كتابة، كقلم الرصاص أو قلم الحبر، باستخدام اليد. تتضمن الكتابة اليدوية كل من الكتابة بنمط الطباعة (لا تصلح للغة العربية) والكتابة بحروف متصلة وتختلف عن فن الخط أو أنواع الخطوط الرسمية. ولأن لكل شخص طريقته فريدة ومختلفة في الكتابة اليدوية، يمكن استخدامها في التحقق من كاتب وثيقة ما (تحليل الخط). يعتبر تدهور خط يد الشخص عرضاً أو نتيجة لمرض معين، وتعرف حالة عدم القدرة على إنتاج خط واضح ومتماسك بعسر الكتابة.

## التفرد
لدى كل شخص أسلوب فريد من نوعه في الكتابة اليدوية، سواء كانت الكتابة اليومية أوالتوقيع الشخصي. حتى التوائم المتماثلة الذين يشتركون في المظهر والجينات (المورثات) لا يكون لهم نفس نمط الكتابة اليدوية. يشبه خط الشخص البصمات:قد يقلده الناس، ولكن لن يستطيعوا كتابته بطريقة مماثلة. يتشارك المكان الذي نشأ فيه الشخص مع أول لغة تعلمها وأشكال الكلمات فيها مع بعض العوامل المختلفة فيخلقون نمط فريد من الكتابة لكل شخص.
تشمل خصائص الكتابة:
- أشكال معينة للحروف، مثل استدارتها أو حدتها
- انتظام أو عدم انتظام المسافات بين الحروف
- انحدار بعض الحروف
- التكرار الإيقاعي أو الغير إيقاعي لبعض العناصر
- الضغط على الورق
- متوسط حجم الحروف
- سمك الحروف

## الحالات الطبية
وجد أن الأطفال الذين يعانون من قصور الانتباه وفرط الحركة يملكون نمط كتابة يدوية أقل جودة، حيث يرتكبون المزيد من الأخطاء الإملائية، يضيفون أو يحذفون بعض الحروف، وتظهر لديهم العديد من التصحيحات . تميل الحروف، في الأطفال الذين يعانون من هذه الصعوبات، إلى أن تكون أكبر، مع وجود تباين شاسع بين الحروف ومسافاتها والمسافات بين الكلمات، وكذلك تباين في محاذاة الحروف على السطر . يتنوع خط اليد بزيادة طول النصوص. يبدو أن الأطفال الذين يعانون من قصور الانتباه وفرط الحركة كانوا أكثر عرضة لبطء حركات الكتابة اليدوية إذ يمسكون بالقلم فترة أطول في الهواء اثناء انتقالهم بين الكلمات، وخاصة عندما اضطروا إلى كتابة رسائل معقدة، مما يعني أن التخطيط للحركة قد يستغرق وقتا أطول. الأطفال الذين لديهم قصور الانتباه وفرط الحركة كانت تظهر لديهم -بشكل أكبر- صعوبة في توصيف الحركات بطريقة متسقة. تم تفسير ذلك بضعف المهارات الحركية بسبب عدم الانتباه. من المهم وجود انتباه بصري ثابت لتوقع تغيير الاتجاه بين ضربات القلم. مع نقص الانتباه تحدث التغييرات في وقت متأخر جدا، مما يؤدى إلى ارتفاع موقع الحروف وضعف المحاذاة بين الحروف على خط السطر. ليس واضحاً  تأثير بعض الأدوية على جودة الكتابة.

## استخدامات نماذج الكتابة اليدوية
لأن نمط الكتابة اليدوية مستقر نسبيا، يعد وجود تغيير في هذا النمط مؤشرا على اضطراب أو اختلال في وعي الشخص .[بحاجة لمصدر]
يمكن أن تُقارَن عينة من كتابة الشخص مع وثيقة مكتوبة لتحديد هوية كاتب هذه الوثيقة؛ فإذا كانت أنماط الكتابة متماثلة، فمن المرجح أن شخصًا واحدًا هو من كتب كلا الوثيقتين.

## مزيد من القراءة
- Giesbrecht، Josh. "How The Ballpoint Pen Killed Cursive". The Atlantic. مؤرشف من الأصل في 2019-11-12. اطلع عليه بتاريخ 2015-08-28.